# Sexytime
Sexytime foi um programa de televisão que exibia cenas de curta metragens de filmes eróticos e sessões de striptease, inicialmente exibia produções eróticas européias em francês e norte americanas em inglês, posteriomente exibiu conteúdos em Língua portuguesa, e era apresentado no Multishow no Brasil, através de operadoras de TV por assinatura. O programa era exibido de segunda à sabádo após a meia noite. O programa trazia filmes do genêro softcore com histórias leves de fantasias sexuais e voyeurismo sem sexo explícito.
O Sexytime também exibia o programa The Good Sex Guide, programa britânico no qual a entrevistadora Margi Clarke investiga hábitos sexuais de pessoas anônimas.

## Auge do programa
Aproveitando o sucesso de programas como Cine Privé e Madrugada Sexy, além da chegada do Sexy Hot na Sky e a Playboy TV na DirecTV via pay-per-view, em 1997, a GloboSat resolveu produzir 13 filmes eróticos em língua portuguesa. Em 2005, a Globosat detectou um aumento 23% na audiência, eram 630 mil pessoas ligadas no programa a partir da meia-noite e meia aos sábados.

## Declínio do programa
O programa foi exibido de sem interrupções de 1991 até 2014, quando a Grupo Globo resolveu diminuir o erotismo na programação do MultiShow. O canal vinha em déficit de audiência e resolveu investir em filmes mais picantes que levantaram o número de telespectadores assistindo, porém, não agradou a cupula de executivos da emissora que ordenou que a programação se torna-se mais suave e menos erótica.. Sendo assim, no ano de 2019, a faixa horária na qual era transmitida o programa SexyTime foi alterada para a exibição do seriado mexicano El Chavo del Ocho, conhecido no Brasil por Chaves a partir das 23h45 da noite. Após diversas alterações, Sexytime deixou de exibido em 2020.